# CD8
CD8 (cụm biệt hóa 8) là một glycoprotein xuyên màng làm nhiệm vụ đồng thụ thể cho thụ thể tế bào T (TCR). Giống như TCR, CD8 liên kết với một phúc hợp hòa hợp tổ chức chính (MHC), nhưng là đặc trưng cho protein MHC lớp I. Có hai isoform ("đồng dạng") của protein là, alpha và beta, mỗi loại được mã hóa bởi một gen khác nhau. Ở người, cả hai gen đều nằm trên nhiễm sắc thể 2 ở vị trí 2p12.

## Vị trí tại các mô
Đồng thụ thể CD8 được biểu hiện chủ yếu trên bề mặt tế bào T độc, nhưng cũng có thể được tìm thấy trên các tế bào giết tự nhiên, các tế bào thymocyte vỏ và các tế bào tua. CD8 là một dấu chuẩn cho quần thể tế bào T độc. Nó cũng được biểu hiện trong tế bào ở lymphoma nguyên bào T và u sùi dạng nấm giảm sắc tố.

## Cấu trúc
Để có thể hoạt động được, CD8 tạo thành một dimer-phức kép, bao gồm một cặp chuỗi CD8. Dạng phổ biến nhất của CD8 bao gồm một chuỗi CD8-α và một chuỗi CD8-β, cả hai đều là thành viên của siêu họ globulin với một miền ngoại bào giống globulin miễn dịch tùy biến (IgV) nối với màng tế bào bằng một nhánh mỏng và có đuôi trong nội bào. Các đồng phức kép (tức là 2 chuỗi giống nhau) ít phổ biến hơn của chuỗi CD8-α cũng được biểu hiện trên một số tế bào. Trọng lượng phân tử của mỗi chuỗi CD8 khoảng 34 kDa. Cấu trúc của phân tử CD8 được xác định bởi Leahy, D.J., Axel, R., và Hendrickson, W.A. bởi nhiễu xạ tia X ở độ phân giải 2.6A.  Cấu trúc này được xác định là có chứa nếp gấp beta-sandwich giống globulin-miễn dịch và chuỗi bên gồm 114 amino acid. 2% protein có dạng xoắn α và 46% thành nếp gấp β, còn 52% của phân tử thì trong các phần cuộn xoắn.

Sơ đồ biểu diễn của dị phức kép đồng thụ thể CD8

## Chức năng
Miền giống IgV ngoại bào của CD8-α tương tác với phần α3 của phân tử MHC lớp I. Mối quan hệ này giữ cho thụ thể tế bào T của tế bào T độc và tế bào đích gắn kết chặt chẽ với nhau trong quá trình hoạt hóa đặc hiệu với kháng nguyên. Tế bào T độc với protein bề mặt CD8 được gọi là tế bào T CD8+. Vị
trí nhận diện chính là một vòng lặp linh hoạt tại miền α3 của một phân tử MHC. Điều này được phát hiện bằng cách thực hiện phân tích đột biến. Miền α3 linh hoạt nằm giữa các phần bên 223 và 229 trong bộ gen. Ngoài việc hỗ trợ tương tác kháng nguyên của tế bào T độc, đồng thụ thể CD8 cũng đóng một vai trò trong tín hiệu tế bào T. Các đuôi tế bào chất của đồng thụ thể CD8 tương tác với Lck (protein tyrosine kinase đặc hiệu lympho). Một khi thụ thể tế bào T liên kết kháng nguyên đặc hiệu, Lck sẽ phosphoryl hóa đuôi CD3 nội bào và chuỗi-ζ của phức hợp TCR dẫn đến một loạt sự phosphoryl hóa theo sau làm hoạt hóa các yếu tố phiên mã như NFAT, NF-κB và AP-1, làm ảnh hướng tới biểu hiện của một số gen nhất định.